# NGC 441
NGC 441 (również PGC 4429) – galaktyka spiralna z poprzeczką (SB0-a), znajdująca się w gwiazdozbiorze Rzeźbiarza. Odkrył ją John Herschel 27 września 1834 roku.